# ブルーバード映画
ブルーバード映画（ブルーバードえいが、英語: Bluebird Photoplays Inc., 1916年1月1日 設立 - 1919年3月 合併消滅）は、かつて存在したアメリカ合衆国の映画製作会社である。わずか3年の間であるが製作した多くの映画が日本で公開され、米国での評価に比し、日本映画への影響が大きかったことで知られる。日本では、当初ブルーバード写真劇合資会社（ブルーバードしゃしんげきごうしがいしゃ）と紹介され、青鳥映画（せいちょうえいが）とも呼ばれた。

## 略歴・概要
ユニヴァーサル・フィルム・マニュファクチュアリング・カンパニー（現在のユニバーサル・ピクチャーズ）は、ジェシー・L・ラスキーのジェシー・L・ラスキー・フィーチャー・プレイ・カンパニー（フェイマス・プレイヤー＝ラスキー）、トライアングル・フィルム・コーポレーション、あるいはメトロ・ピクチャーズといった企業に比して「二流」であったが、日本市場を最初に開拓した企業となった。その中心的な役割を果たしたのが、日本で「ブルーバード映画」と呼ばれた作品群である。
ブルーバード映画はユニヴァーサル・フィルム・マニュファクチュアリング・カンパニーの子会社として、同社の幹部であったM・H・ホフマンが代表となって1916年（大正5年）1月1日に設立され、同年1月31日に米国内で、ロバート・Z・レナード監督の『暴』を封切ったのが最初の作品となったが、同作が日本で公開されたのは同年10月30日、日本公開第17作であった。ブルーバード映画が製作する映画は、上映尺を全5巻、50分程度とした小品で、青少年向けの明朗な人情劇であった。合衆国内では、毎週月曜日に定期公開された。
同年、ユニバーサル社の極東支配人であるトム・コクレンと播磨勝太郎が提携し、播磨ユニヴァーサル商会を設立、同年6月以前に製作されたユニバーサル映画に関しては自由配給であるが、同年7月1日以降の製作物に関しては、同商会が独占的に日本配給する旨を宣言した。日本で初めて公開されたブルーバード映画は、アイーダ・シュナール主演、ヘンリー・オットー監督の Undine で、同作を『美人島』と題し、浅草公園六区の帝国館で同年8月26日に封切った。同館では多くのブルーバード映画を公開したが、なかでも1917年（大正6年）5月28日に合衆国で封切られて日本では翌1918年（大正7年）1月19日に同館で公開されたマートル・ゴンザレス主演、リン・F・レイノルズ監督の『南方の判事』は、活動辯士・林天風が考案し、生駒雷遊も使用した説明の文句「春や春、春南方のローマンス」で一世を風靡した。
1916年10月18日に日本で公開されたロイス・ウェバー監督の『毒流』について、当時の映画雑誌『活動之世界』では「活動写真が藝術だと云ひ得るなら、この写真の如きにそれであらう。従来の映画と比較して見ても、江戸時代の戯作者の作物から、急に自然派文学に接した心地がする」と評した。『沼の少女』（1916年）、『南方の判事』に主演した女優マートル・ゴンザレスが1918年に世界的に流行したスペインかぜにより満27歳で急死した際には、同年12月の『活動評論』創刊号に2ページ見開きによる追悼文『汝悲しいマートルよ』が掲載されている。
日本市場での歓待にかかわらず、米国市場を中心としたブルーバード映画は、営業不振により、1919年（大正8年）3月をもって営業を停止し、ユニバーサル社に合併され、3年あまりのうちに全168作を数えた「ブルーバード映画」の歴史を閉じた。最終作品は、山中十志雄・塚田嘉信の指摘によれば、同年3月2日発売（米国公開）のジャック・ディロン監督の『赤い酒』である。Internet Movie Databaseによれば、同作の米国公開日は同一であるが、『屍の輝き』の公開日が15日遅い同年3月17日、山中・塚田によれば『赤い酒』より13日早い同年2月17日である。
1920年代にユニヴァーサル・フィルム・マニュファクチュアリング・カンパニーがユニバーサル・ピクチャーズと改名した後、「ブルーバード喜劇」（Bluebird Comedies）というブランドが生まれ、ブルーバードの名のみ復活したが、これは本項の「ブルーバード映画」とは異なる。

## 日本映画への影響
のちの映画監督・衣笠貞之助は、まだ日活向島撮影所で女形の俳優であった時代に夢中になり、欠かさず観た監督としてルパート・ジュリアンの名を挙げ、同監督作のカットのつながりまで記憶し、静かに語るストーリー展開に魅了されたという。1920年（大正9年）に衣笠が初めて執筆した脚本『妹の死』は、本人によれば、ブルーバード映画の影響が色濃く出た脚本であったといい、同作は阪田重則（衣笠の回想によれば若山治）の名義で衣笠が初めて監督し、主演の妹役も自ら演じたという。
映画史家・田中純一郎の指摘によれば、「ブルーバード映画」の撤退後に現れた帰山教正の映画芸術協会や松竹蒲田撮影所の諸作品に影響が見出せるという。1917年（大正6年）製作、シオドア・マーストン監督の『深山の乙女』と同タイトルの映画を映画芸術協会は1919年（大正8年）に発表しており、ドナルド・リチーは、同日公開の『生の輝き』においても、イワン・ツルゲーネフの女主人公やチャールズ・チャップリンに登場する少年といった人物造形と並んで、「ブルーバード映画」の研究の痕跡を指摘している。
1921年（大正10年）、松竹キネマ研究所は小山内薫の指導のもと、ヴィルヘルム・シュミットボンの『街の子』（森鷗外訳）とマクシム・ゴーリキーの『夜の宿』（小山内訳、『どん底』）を原作に、牛原虚彦が脚色、村田実が監督した『路上の霊魂』を制作した。家に仕える娘と労働者の青年のロマンスという『路上の霊魂』のストーリー設定は、ドナルド・リチーの指摘によれば、「ブルーバード映画」の影響が大いにあるという。牛原は『南方の判事』の生駒雷遊の声帯模写を得意とするほど、大学時代に多くのイタリア映画やアメリカ映画と同様に「ブルーバード映画」に耽溺したという。松竹蒲田撮影所が1922年（大正11年）に製作した野村芳亭監督の『海の呼声』、牛原虚彦監督の『傷める小鳥』は、ロイス・ウェバー監督の『毒流』（1916年）を原作にいずれも伊藤大輔が脚本を書き、「ブルーバード映画『毒流』より」と原作クレジットされている。伊藤が最初に洋画に興味をもったのは、18歳のころに観たブルーバード映画がきっかけだという。
アーサー・ノレッティ・ジュニアの指摘によれば、小津安二郎の『会社員生活』（1929年）等の庶民劇には、10代のころに小津が観たチャールズ・チャップリンとならんで、ブルーバード映画からの影響があるという。小津の旧制中学校時代の日記には、メアリー・マクラレン、メイ・マレイ、プリシラ・ディーン、ルース・クリフォード、ドロシー・フィリップスらブルーバード映画のスター女優たちへのファンレター宛先が綴られている。旧制中学校の後輩であった梅川文男によれば、小津は、自宅のあった飯南郡松坂町愛宕町（現在の松阪市愛宕町）にあった神楽座のほか、名古屋や大阪までもアメリカ映画の新作を観に出かけていたという。
のちに東宝の副社長となった森岩雄は、大正時代の東京の知識人階級の若者たちにとって、銀座のカフェーパウリスタでカレーライスとコーヒーを摂り、近くの金春館（現在の旧電通本社ビル）で最新作の「ブルーバード映画」を観ることが、「文化的生活を生きること」と同義であったと回顧している。当時旧制中学校に通っていた山本嘉次郎は、のちの脚本家の小林正とともに、カフェーパウリスタと金春館に通いつめ、スピーディなアメリカ映画に詩情を添えた「ブルーバード映画」に酔い、なかでもルパート・ジュリアン、J・ウォーレン・ケリガン、ハリー・ケリーの名を挙げ、演劇で鍛えた芝居を賞讃している。当時の金春館の弁士は小川紫明で、大辻司郎と比較するに後者を「野暮ったい」早稲田・明治の学生向きとし、前者を「粋な洒落っ気」ある自らを含めた慶應の学生や虎ノ門の女子学生、新橋の粋な芸者向けであるとしている。当時明治の学生でもあった大辻については、山本の映画づくりの仲間でもあったゆえのこき下ろしであり、森岩雄は当時の山本たちの製作した映画を配給した中央映画社を経営していた。

## フィルモグラフィ
本リストはInternet Movie Database上の Universal Film Manufacturing Company の項のBluebird Photoplays作品によるもので、現状不完全なものである。下記のうち日本語題の付されていない作品はすべて日本未公開である。山中十志雄・塚田嘉信がリストアップした全168本のうち、当時日本で公開されなかったものはわずか30作である。現在では、一部を除き、ほとんどの上映用プリントが現存していないか、あるいは不明である。

### 1916年
- 『暴』（あらし） Secret Love : 監督ロバート・Z・レナード、主演ジャック・カーティス
- 『美人島』 Undine : 監督ヘンリー・オットー、主演アイーダ・シュナール
- Hop - The Devil's Brew : 監督・主演フィリップス・スモーリー / ロイス・ウェバー
- The Wrong Door : 監督・主演カーター・デヘイヴン
- The Grip of Jealousy : 監督ジョセフ・ド・グラス、主演ルイズ・ラヴリー
- The Strength of the Weak : 監督ルーシャス・ヘンダーソン、主演メアリー・フラー
- 『恨の短剣』 The Yaqui : 監督ロイド・B・カールトン、主演ホバート・ボスウォース
- 『ザ・フラート』[34] The Flirt : 監督フィリップス・スモーリー / ロイス・ウェバー、主演マリー・ウォールキャンプ
- Tangled Hearts : 監督ジョセフ・ド・グラス、主演ルイズ・ラヴリー （2巻短縮版が現存、個人蔵[35]）
- John Needham's Double : 監督フィリップス・スモーリー / ロイス・ウェバー、主演タイロン・パワー・シニア
- The Great Problem : 監督レックス・イングラム、主演ヴァイオレット・マースロウ
- 『運命』 The Gay Lord Waring : 監督オーティス・ターナー、主演J・ウォーレン・ケリガン
- 『月宮殿』 The Crippled Hand : 監督デイヴィッド・カークランド / ロバート・Z・レナード、主演ロバート・Z・レナード
- 『恨の金貨』 The Gilded Spider : 監督ジョセフ・ド・グラス、主演ルイズ・ラヴリー
- 『恨の歌』 Naked Hearts : 監督ルパート・ジュリアン、主演ゾーイ・レイ
- Elusive Isabel : 監督スチュアート・ペイトン、主演フローレンス・ローレンス
- 『惡魔の子』 A Son of the Immortals : 監督オーティス・ターナー、主演J・ウォーレン・ケリガン
- 『獄屋の月』 The Eye of God : 監督フィリップス・スモーリー / ロイス・ウェバー、主演タイロン・パワー・シニア
- 『踊り子の生涯』 Bobbie of the Ballet : 監督ジョセフ・ド・グラス、主演ルイズ・ラヴリー
- 『文身美人』 The Grasp of Greed : 監督ジョセフ・ド・グラス、主演C・ノーマン・ハモンド
- 『三人男』（別題『教への導き』『三人の教父』） The Three Godfathers : 監督エドワード・ルセイント、主演ステラ・ルセイント
- 『毒流』 Shoes : 監督ロイス・ウェバー、主演メアリー・マクラレン （断片が現存、オランダ映画博物館と東京国立近代美術館フィルムセンターにそれぞれ所蔵[36]）
- 『足枷』 Broken Fetters : 監督レックス・イングラム、主演ヴァイオレット・マースロウ
- 『催眠鬼』 The Love Girl : 監督ロバート・Z・レナード、主演エラ・ホール （現存、UCLAに所蔵[37]）
- 『夏の思ひ出で』 The Silent Battle : 監督ジャック・コンウェイ、主演J・ウォーレン・ケリガン
- 『沼の秘密』 The Secret of the Swamp : 監督リン・F・レイノルズ、主演ジョージ・ハーナンデス
- 『田舎者の都会見物』 Love's Lariat : 監督ハリー・ケリー / ジョージ・マーシャル、主演ハリー・ケリー
- 『愛の決闘』 Bettina Loved a Soldier : 監督ルパート・ジュリアン、主演ルイズ・ラヴリー
- 『イーヴ嬢』 Little Eve Edgarton : 監督ロバート・Z・レナード、主演エラ・ホール
- 『沼の少女』 The Girl of Lost Lake : 監督リン・F・レイノルズ、主演マートル・ゴンザレス
- 『此の血潮』 The Unattainable : 監督ロイド・B・カールトン、主演ドロシー・ダヴェンポート（全5巻中1巻のみが現存、アメリカ議会図書館に所蔵[38]）
- A Miracle of Love : 監督ロイド・B・カールトン、主演ドロシー・ダヴェンポート
- 『誰が為に』 Saving the Family Name : 監督フィリップス・スモーリー / ロイス・ウェバー、主演メアリー・マクラレン（全5巻中1-2巻のみが現存、アメリカ議会図書館に所蔵[39]）
- 『戦陣』 Behind the Lines : 監督ヘンリー・マックレイ、主演イーディス・ジョンソン（全5巻中1巻のみが現存、アメリカ議会図書館に所蔵[40]）
- 『黒猫』 The Evil Women Do : 監督ルパート・ジュリアン、主演エルシー・ジェーン・ウィルソン
- 『家を求めて』 Wanted: A Home : 監督フィリップス・スモーリー / ロイス・ウェバー、主演メアリー・マクラレン
- 『空弾』 The Chalice of Sorrow : 監督レックス・イングラム、主演クレオ・マディソン
- 『社会の賊』 The Social Buccaneer : 監督ジャック・コンウェイ、主演J・ウォーレン・ケリガン（全5巻中1-3巻のみが現存、アメリカ議会図書館に所蔵[41][42]）
- 『死の舞踏』 Love Never Dies : 監督ウィリアム・ウォーシントン、主演ドロシー・クラーク
- 『虹晴』 The End of the Rainbow : 監督リン・F・レイノルズ、主演マートル・ゴンザレス（全5巻中第2巻のみが現存、アメリカ議会図書館に所蔵[43]）
- 『小国民』 Gloriana : 監督E・メイソン・ホッパー、主演ゾーイ・レイ（全5巻中第5巻のみが現存、アメリカ議会図書館に所蔵[44]）
- 『旅の人』 A Stranger from Somewhere : 監督ウィリアム・ウォーシントン、主演フランクリン・ファーナム
- 『人の力』 The Measure of a Man : 監督ジャック・コンウェイ、主演J・ウォーレン・ケリガン
- 『勇敢なる喇叭卒』 The Bugler of Algiers : 監督ルパート・ジュリアン、主演エラ・ホール
- 『双生児』 The Sign of the Poppy : 監督チャールズ・スウィッカード、主演ホバート・ヘンリー
- The Eagle's Wing : 監督ロバート・Z・レナード / ルーファス・スティール、主演グレイス・カーライル
- 『無言の報酬』 The Price of Silence : 監督ジョセフ・ド・グラス、主演ドロシー・フィリップス
- 『女優の操』 The Honor of Mary Blake : 監督エドウィン・スティーヴンス、主演ヴァイオレット・マースロウ
- 『クリスマス・カロル』 The Right to Be Happy : 監督・主演ルパート・ジュリアン

### 1917年
- 『黒蘭』 Black Orchids : 監督レックス・イングラム、主演クレオ・マディソン（プリント現存せず、ポスターをアメリカ議会図書館に所蔵[45]）
- 『愛児の導き』 The Piper's Price : 監督ジョセフ・ド・グラス、主演ドロシー・フィリップス
- 『孤児の生涯』 Her Soul's Inspiration : 監督ジャック・コンウェイ、主演エラ・ホール（全5巻中第2-5巻のみが現存、アメリカ議会図書館に所蔵[46]）
- 『神の坩堝』 God's Crucible : 監督リン・F・レイノルズ、主演ジョージ・ハーナンデス
- 『悪魔の勘定日』 The Devil's Pay Day : 監督ウィリアム・ウォーシントン、主演フランクリン・ファーナム
- 『予言者』 The Mysterious Mrs. Musslewhite : 監督ロイス・ウェバー、主演ハリソン・フォード（全5巻中第1-2巻のみが現存、アメリカ議会図書館に所蔵[47]）
- 『不実の酬』 The Reward of the Faithless : 監督レックス・イングラム、主演クレア・デュブレイ
- The Man Who Took a Chance : 監督ウィリアム・ウォーシントン、主演フランクリン・ファーナム
- 『美人の犯罪』 The Saintly Sinner : 監督レイモンド・ウェルズ、主演ルース・ストンハウス
- 『寄宿生』 The Boy Girl : 監督エドウィン・スティーヴンス、主演ヴァイオレット・マースロウ（全5巻中第3巻のみが現存、アメリカ議会図書館に所蔵[48]）
- 『モルガンの娘』 Hell Morgan's Girl : 監督ジョセフ・ド・グラス、主演ドロシー・フィリップス
- 『運命の浪』 Mutiny : 監督リン・F・レイノルズ、主演マートル・ゴンザレス
- 『二滴の水』 Polly Redhead : 監督ジャック・コンウェイ、主演エラ・ホール
- 『誕生日』 The Gift Girl : 監督ルパート・ジュリアン、主演ルイズ・ラヴリー
- Susan's Gentleman : 監督エドウィン・スティーヴンス、主演ヴァイオレット・マースロウ
- 『生の鼓動』 The Pulse of Life : 監督レックス・イングラム、主演ウェッジウッド・ノウエル
- 『質屋の娘』 A Jewel in Pawn : 監督ジャック・コンウェイ、主演エラ・ホール
- 『二人の姉妹』 The Girl in the Checkered Coat : 監督ジョセフ・ド・グラス、主演ドロシー・フィリップス
- The Clock : 監督ウィリアム・ウォーシントン、主演フランクリン・ファーナム
- 『夜明け前』 Little Miss Nobody : 監督ハリー・ミラード、主演ヴァイオレット・マースロウ
- 『肉弾』 Treason : 監督・主演アレン・ホルバー
- The Flashlight : 監督アイダ・メイ・パーク、主演ドロシー・フィリップス
- 『南方の判事』 Southern Justice : 監督リン・F・レイノルズ、主演マートル・ゴンザレス
- Bringing Home Father : 監督ウィリアム・ウォーシントン、主演フランクリン・ファーナム
- 『人形の家』 A Doll's House : 監督ジョセフ・ド・グラス、主演ドロシー・フィリップス
- 『三人の孤児』 The Little Orphan : 監督ジャック・コンウェイ、主演エラ・ホール （全5巻中第4-5巻のみが現存、アメリカ議会図書館に所蔵[49][50]）
- 『山の想出』 A Kentucky Cinderella : 監督・主演ルパート・ジュリアン
- 『反抗の焰』 Fires of Rebellion : 監督アイダ・メイ・パーク、主演ドロシー・フィリップス
- 『力の勝利』 The Car of Chance : 監督ウィリアム・ウォーシントン、主演フランクリン・ファーナム
- 『大自然』 The Greater Law : 監督リン・F・レイノルズ、主演マートル・ゴンザレス
- The Little Terror : 監督レックス・イングラム、主演ヴァイオレット・マースロウ
- 『心の錆』 The Rescue : 監督アイダ・メイ・パーク、主演ドロシー・フィリップス
- The Clean-Up : 監督ウィリアム・ウォーシントン、主演フランクリン・ファーナム
- 『独艇の根拠地』 The Show Down : 監督リン・F・レイノルズ、主演マートル・ゴンザレス
- Mr. Opp : 監督リン・F・レイノルズ、主演アーサー・ホイト
- The Charmer : 監督ジャック・コンウェイ、主演エラ・ホール
- 『故郷の母』 Mother o' Mine : 監督・主演ルパート・ジュリアン
- Triumph : 監督ジョセフ・ド・グラス、主演ドロシー・フィリップス （3巻まで不完全現存、映画芸術科学アカデミーに所蔵[51]）
- A Stormy Knight : 監督エルマー・クリフトン、主演フランクリン・ファーナム
- The Mysterious Mr. Tiller : 監督・主演ルパート・ジュリアン
- 『死の飛行』 Flirting with Death : 監督エルマー・クリフトン、主演ハーバート・ローリンソン
- 『谷間の百合』 The Spotted Lily : 監督ハリー・ソルター、主演エラ・ホール
- 『恐ろしき里』 Anything Once : 監督ジョセフ・ド・グラス、主演フランクリン・ファーナム
- Bondage : 監督アイダ・メイ・パーク、主演ドロシー・フィリップス
- 『谷の小家』 The Desire of the Moth : 監督ルパート・ジュリアン、主演ルース・クリフォード
- 『春の夢』 Princess Virtue : 監督ロバート・Z・レナード、主演メイ・マレイ
- 『人罠』 The Man Trap : 監督エルマー・クリフトン、主演ハーバート・ローリンソン
- 『力』 The Lash of Power : 監督ハリー・ソルター、主演ケネス・ハーラン
- 『故郷の空』 The Winged Mystery : 監督ジョセフ・ド・グラス、主演フランクリン・ファーナム
- 『旅の女』 The Door Between : 監督ルパート・ジュリアン、主演ルース・クリフォード
- 『長恨歌』 The Savage : 監督ルパート・ジュリアン、主演ルース・クリフォード
- 『深山の乙女』 The Raggedy Queen : 監督シオドア・マーストン、主演ヴァイオレット・マースロウ
- 『路辺の乙女』 The Girl by the Roadside : 監督シオドア・マーストン、主演ヴァイオレット・マースロウ
- 『クリスマスの前夜』 My Little Boy : 監督エルシー・ジェーン・ウィルソン、主演エラ・ホール
- 『黒き雨』 The Scarlet Car : 監督ジョセフ・ド・グラス、主演フランクリン・ファーナム （現存57分[52][53]）
- 『黄金の夜』 Face Value : 監督ロバート・Z・レナード、主演メイ・マレイ

### 1918年
- 『知らぬ妻』 My Unmarried Wife : 監督ジョージ・シーグマン、主演カーメル・マイヤーズ
- 『罪の報ひ』 Broadway Love : 監督アイダ・メイ・パーク、主演ドロシー・フィリップス （現存、ジョージ・イーストマン・ハウスに所蔵[54]）
- 『誰の手に』 The Fighting Grin : 監督ジョセフ・ド・グラス、主演フランクリン・ファーナム
- 『磯打つ波』 The Wife He Bought : 監督ハリー・ソルター、主演カーメル・マイヤーズ
- 『森の朝』 Hands Down : 監督ルパート・ジュリアン、主演モンロー・ソールズベリー
- 『馬上の花』 Morgan's Raiders : 監督ウィルフレッド・ルーカス / ベス・メレディス、主演ヴァイオレット・マースロウ
- The Girl in the Dark : 監督スチュアート・ペイトン、主演カーメル・マイヤーズ
- 『飢たる眼』 Hungry Eyes : 監督・主演ルパート・ジュリアン
- 『鉄の炎』 Brace Up : 監督エルマー・クリフトン、主演ハーバート・ローリンソン
- 『紫の園』 The Wine Girl : 監督スチュアート・ペイトン、主演カーメル・マイヤーズ
- 『錦繍の楔』 Fast Company : 監督リン・F・レイノルズ、主演フランクリン・ファーナム
- 『赤き赤き心』 The Red, Red Heart : 監督ウィルフレッド・ルーカス、主演モンロー・ソールズベリー
- A Rich Man's Darling : 監督エドガー・ジョーンズ、主演ルイズ・ラヴリー
- 『偽の結婚』 The Marriage Lie : 監督スチュアート・ペイトン、主演カーメル・マイヤーズ（全5巻中第2巻のみが現存、アメリカ議会図書館に所蔵[55]）
- 『悪霊』 The Two-Soul Woman : 監督エルマー・クリフトン、主演プリシラ・ディーン
- 『孤松の唄』 A Mother's Secret : 監督ダグラス・ジェラード、主演エラ・ホール
- 『醒めし女』 The Bride's Awakening : 監督ロバート・Z・レナード、主演メイ・マレイ
- 『名花の蕾』 Danger Within : 監督レイ・バージャー、主演ゾーイ・レイ
- 『無言の罪』 The Guilt of Silence : 監督エルマー・クリフトン、主演モンロー・ソールズベリー
- 『愛の復活』 A Soul for Sale : 監督アレン・ホルバー、主演ドロシー・フィリップス
- 『報酬五千弗』 $5,000 Reward : 監督ダグラス・ジェラード、主演フランクリン・ファーナム
- 『情の国歌』 A Broadway Scandal : 監督ジョセフ・ド・グラス、主演カーメル・マイヤーズ
- 『左の手』 Midnight Madness : 監督ルパート・ジュリアン、主演ルース・クリフォード
- 『下界の精』 Which Woman? : 監督トッド・ブラウニング / ハリー・A・ポラード、主演エラ・ホール
- 『鷲』 The Eagle : 監督エルマー・クリフトン、主演モンロー・ソールズベリー
- 『涙の街』 The City of Tears : 監督エルシー・ジェーン・ウィルソン、主演カーメル・マイヤーズ
- 『涙痕』 After the War : 監督ジョセフ・ド・グラス、主演グレイス・キュナード
- 『秘密の家』 The Empty Cab : 監督ダグラス・ジェラード、主演フランクリン・ファーナム
- 『熱血の権威』 Winner Takes All : 監督エルマー・クリフトン、主演モンロー・ソールズベリー
- 『呼兒鳥』 The Deciding Kiss : 監督トッド・ブラウニング、主演イーディス・ロバーツ
- 『夢の女』 The Dream Lady : 監督エルシー・ジェーン・ウィルソン、主演カーメル・マイヤーズ
- 『偽紫』 The Love Swindle : 監督ジョン・フランシス・ディロン、主演イーディス・ロバーツ
- Playthings : 監督ダグラス・ジェラード、主演フリッツィー・ブルネット
- 『靈の導き』 The Rough Lover : 監督ジョセフ・ド・グラス、主演フランクリン・ファーナム
- 『青春の焔』 Fires of Youth : 監督ルパート・ジュリアン、主演ルース・クリフォード
- 『悪魔バーチース』 That Devil, Bateese : 監督ウィリアム・ウォルバート、主演モンロー・ソールズベリー
- 『花いばら』 The Brazen Beauty : 監督トッド・ブラウニング、主演プリシラ・ディーン
- 『密書を抱いて』 Beans : 監督ジョン・フランシス・ディロン、主演イーディス・ロバーツ
- 『切望』 The Craving : 監督フランシス・フォード / ジョン・フォード、主演フランシス・フォード
- 『社交界の花形』 A Society Sensation : 監督ポール・パウエル、主演カーメル・マイヤース （1924年の2巻短縮版が現存、Moving Imagesコレクションに所蔵[56]）
- 『血の叫び』 The Velvet Hand : 監督ダグラス・ジェラード、主演フリッツィー・ブルネット
- 『乙女心』 The Lure of Luxury : 監督エルシー・ジェーン・ウィルソン、主演ルース・クリフォード
- 『相携へて』 Together : 監督O・A・C・ランド、主演ヴァイオレット・マースロウ
- 『強者の威力』 Hugon, the Mighty : 監督ローリン・スタージョン、主演モンロー・ソールズベリー
- 『終夜』（よもすがら） All Night : 監督ポール・パウエル、主演カーメル・マイヤース （現存57分[57]、アメリカ議会図書館には同作のVHSを所蔵[58]）
- Tongues of Flame : 監督コリン・キャンベル、主演マリー・ウォールキャンプ
- 『気の向くまゝに』 Set Free : 監督トッド・ブラウニング、主演イーディス・ロバーツ
- 『第二の結婚』 She Hired a Husband : 監督ジャック・ディロン、主演プリシラ・ディーン
- The Sea Flower : 監督コリン・キャンベル、主演ファニタ・ハンセン
- 『唄女』 The Cabaret Girl : 監督ダグラス・ジェラード、主演ルース・クリフォード

### 1919年
- 『自然の乙女』 The Nature Girl : 監督O・A・C・ランド、主演ヴァイオレット・マースロウ
- 『拵へる女』 The Game's Up : 監督エルシー・ジェーン・ウィルソン、主演ルース・クリフォード
- 『夫は誰?』 Who Will Marry Me? : 監督ポール・パウエル、主演カーメル・マイヤース
- 『南部の娘』 Sue of the South : 監督ユージン・ムーア、主演イーディス・ロバーツ
- 『長者海賊』 The Millionaire Pirate : 監督ルパート・ジュリアン、主演モンロー・ソールズベリー
- 『巌封の密者』 The Sealed Envelope : 監督ダグラス・ジェラード、主演フリッツィー・ブルネット
- 『孤島の娘』 The Little White Savage : 監督ポール・パウエル、主演カーメル・マイヤース
- 『赤い酒』（別題『人生の趣味』[3]） A Taste of Life : 監督ジャック・ディロン、主演イーディス・ロバーツ
- 『屍の輝き』 The Light of Victory : 監督ウィリアム・ウォルバート、主演モンロー・ソールズベリー

## 関連事項
- ジェシー・L・ラスキー （en:Jesse Louis Lasky）
- フェイマス・プレイヤー＝ラスキー （en:Famous Players-Lasky）
- メトロ・ピクチャーズ （en:Metro Pictures）
- ヴィルヘルム・シュミットボン （en:Wilhelm Schmidtbonn）
- オランダ映画博物館 （en:Netherlands Filmmuseum）
- ジョージ・イーストマン・ハウス （en:George Eastman House）
- ジョージ・イーストマン・ハウス映画コレクション （en:George Eastman House Motion Picture Collection）

## 参考書籍
以下3冊は東京国立近代美術館フィルムセンター蔵書であり、閲覧可能である。
- 『ブルーバード映画の記録』 : 製作・著・発行山中十志雄・塚田嘉信、1984年4月
- 『ブルーバード映画の記録 追補』 : 製作・著・発行山中十志雄・塚田嘉信、1984年4月
- 『ブルーバード映画の記録 思い出集』 : 製作・著・発行山中十志雄・塚田嘉信、1985年3月

## 註
1. 1 2 3 4 5 6 7  『日本映画発達史 I 活動写真時代』、田中純一郎、中公文庫、1975年12月10日 ISBN 4122002850, p.257-261.
2. 1 2 3 4  『ブルーバード映画の記録』、p.1.
3. 1 2  人生の趣味、キネマ旬報映画データベース、2010年3月31日閲覧。
4. 1 2 3  Universal Film Manufacturing Company, Internet Movie Database, 2010年3月31日閲覧。
5. 1 2  『ブルーバード映画の記録』、p.2.
6. ↑  Southern Justice - IMDb（英語）, 2010年4月15日閲覧。
7. ↑  『ブルーバード映画の記録』、p.6.
8. ↑  『日本映画発達史 I 活動写真時代』、p.322-323.
9. ↑  『日本映画発達史 I 活動写真時代』、p.261.
10. ↑  『活動評論』大正7年12月創刊号、1918年、p.10-11.
11. ↑  『ブルーバード映画の記録』、p.63.
12. ↑  A Taste of Life - IMDb（英語）, 2010年4月22日閲覧。
13. ↑  The Light of Victory - IMDb（英語）, 2010年4月22日閲覧。
14. ↑  『ブルーバード映画の記録』、p.11.
15. ↑  『わが映画の青春 - 日本映画史の一側面』、衣笠貞之助、中公新書、1977年、p.26-27.
16. ↑  妹の死、日本映画データベース、2010年4月13日閲覧。
17. ↑  『わが映画の青春 - 日本映画史の一側面』、p.29-30.
18. ↑  深山の乙女、日本映画データベース、2010年3月31日閲覧。
19. ↑  Donald Richie, A Hundred Years of Japanese Film, 講談社インターナショナル, 2005年 ISBN 4770029950 p.34.
20. ↑  A Hundred Years of Japanese Film, p.39.
21. ↑  『虚彦映画譜50年』、牛原虚彦、鏡浦書房、1968年、p.69-70.
22. ↑  海の呼声、傷める小鳥、日本映画データベース、2010年3月31日閲覧。
23. ↑  『時代劇映画の詩と真実』、伊藤大輔 / 加藤泰、キネマ旬報社、1976年。
24. ↑  Ozu's Tokyo Story and the "Recasting" of Leo McCarey's Make Way for Tomorrow, Arthur Nolletti, Jr., in Ozu's Tokyo story ed. David Desser, Cambridge University Press, 1997 ISBN 0521484359, p.26.
25. ↑  『全日記 小津安二郎』、小津安二郎、ed. 田中眞澄、フィルムアート社、1993年 ISBN 484599321X.
26. ↑  尾西康充「資料 梅川文男「島木健作の思い出-『癩』のもでるなど-」「小津安二郎氏」」『三重大学日本語学文学』第13巻、三重大学日本語学文学研究室、2002年6月、121-131頁、hdl:10076/6581、ISSN 0918-4449、NAID 120000948947。
27. ↑  Peter B. High, The Imperial Screen: Japanese Film Culture in the Fifteen Years' War 1931-1945, ウィスコンシン大学出版部, 2003年 ISBN 0299181340, p.79.
28. 1 2  『カツドウヤ紳士録』、山本嘉次郎、大日本雄辯会講談社、1951年、p.33-38.
29. ↑  『カツドウヤ紳士録』、p.56-57.
30. ↑  現状、49本（1916年）、56本（1917年）、50本（1918年）、9本（1919年）、合計164本。
31. ↑  『ブルーバード映画の記録』、p.60-63.
32. ↑  『ブルーバード映画の記録』、p.64.
33. ↑  silentera.com条件下でのgoogle検索結果による。2010年6月6日閲覧。
34. ↑  日本で公開されたが日本語題の資料が発見されていない。『ブルーバード映画の記録』、p.62.
35. ↑  Tangled Hearts, silentera.com, 2010年6月6日閲覧。
36. ↑  Lois Weber, or the exigency of writing: part six, William D. Routt, www.latrobe.edu.au （ラ・トローブ大学）、2010年6月5日閲覧。
37. ↑  The Love Girl, silentera.com, 2010年6月6日閲覧。
38. ↑  The Unattainable （英語）, アメリカ議会図書館、2010年6月14日閲覧。
39. ↑  Saving the Family Name （英語）, アメリカ議会図書館、2010年6月14日閲覧。
40. ↑  Behind the Lines （英語）, アメリカ議会図書館、2010年6月14日閲覧。
41. ↑  The Social Buccaneer （英語）, アメリカ議会図書館、2010年6月14日閲覧。
42. ↑  The Social Buccaneer, silentera.com, 2010年6月6日閲覧。
43. ↑  The End of the Rainbow （英語）, アメリカ議会図書館、2010年6月14日閲覧。
44. ↑  Gloriana （英語）, アメリカ議会図書館、2010年6月14日閲覧。
45. ↑  Black Orchids （英語）, アメリカ議会図書館、2010年6月14日閲覧。
46. ↑  Her Soul's Inspiration （英語）, アメリカ議会図書館、2010年6月14日閲覧。
47. ↑  The Mysterious Mrs. M （英語）, アメリカ議会図書館、2010年6月14日閲覧。
48. ↑  The Boy Girl （英語）, アメリカ議会図書館、2010年6月14日閲覧。
49. ↑  The Little Orphan （英語）, アメリカ議会図書館、2010年6月14日閲覧。
50. ↑  The Little Orphan, silentera.com, 2010年6月6日閲覧。
51. ↑  Triumph, silentera.com, 2010年6月6日閲覧。
52. ↑  The Scarlet Car, インターネットアーカイブ、2010年6月5日閲覧。
53. ↑  The Scarlet Car, grapevinevideo.com, 2010年6月5日閲覧。
54. ↑  Broadway Love, silentera.com, 2010年6月7日閲覧。
55. ↑  The Marriage Lie （英語）, アメリカ議会図書館、2010年6月14日閲覧。
56. ↑  A Society Sensation, silentera.com, 2010年6月6日閲覧。
57. ↑  All Night, grapevinevideo.com, 2010年6月5日閲覧。
58. ↑  All Night （英語）, アメリカ議会図書館、2010年6月14日閲覧。
59. ↑  東京国立近代美術館3図書室 合同図書検索OPAC 検索結果、東京国立近代美術館フィルムセンター、2010年4月13日閲覧。